# رودی هوفمان
رودی هوفمان (به آلمانی: Rudi Hoffmann) بازیکن فوتبال و هافبک اهل آلمان است که از سال ۱۹۵۵ میلادی عضو تیم ملی فوتبال آلمان بوده‌است. وی در ۱ بازی ملی حضور داشته است و آخرین بازی ملی خود را در سال ۱۹۵۵ میلادی انجام داد. رودی هوفمان در بازی‌های ملی‌اش گلی به ثمر نرساند.